# Comuna Vîșneve, Ripkî
Vîșneve (în ucraineană Вишневе) este o comună în raionul Ripkî, regiunea Cernihiv, Ucraina, formată din satele Buiankî, Ciumak și Vîșneve (reședința).

## Demografie
Componența lingvistică a comunei Vîșneve
     Ucraineană (97,47%)
     Rusă (2,09%)
     Alte limbi (0,33%)
Conform recensământului din 2001, majoritatea populației comunei Vîșneve era vorbitoare de ucraineană (97,47%), existând în minoritate și vorbitori de rusă (2,09%).